# Cá rô phi hồ Tanganyika
Cá rô phi hồ Tanganyika (danh pháp hai phần: Oreochromis tanganicae) là một loài cá thuộc họ Cichlidae. Nó được tìm thấy ở Burundi, Cộng hòa Dân chủ Congo, Tanzania và Zambia. Các môi trường sống tự nhiên của chúng là sông, đầm lầy trong rừng, hồ nước ngọt, đầm nước ngọt thay đổi theo mùa và các đồng bằng châu thổ.